# Teresa Blasco
Teresa Blasco (Chile, 26 de abril de 1931 - Buenos Aires, 11 de agosto de 2006), fue una actriz argentina.

## Carrera
Sobrina de Ibis Blasco e hija de María Luisa Blasco y Enrique Calvet (seudónimo de Enrique Fernández), desde pequeña se sintió atraída por el arte. Luego viajó a Buenos Aires, donde en 1953, tuvo una pequeña aparición en La mejor del colegio, de Julio Saraceni, y después tuvo breves apariciones durante la década del 50" en películas de gran éxito como La Morocha, Historia de una soga y La muerte flota en el río, donde figuró con el nombre de Teresa Lei.
En 1962 integró (junto a Evangelina Salazar, Marilina Ross, Mabel Pesen, etc.) el elenco del ciclo Señoritas alumnas, y ese mismo año se consagró en Dr. Cándido Pérez, Señoras, con Juan Carlos Thorry y Julia Sandoval, donde compuso a una cómica mucama y fue llevado al cine. Gracias a ese éxito se afianzó en cine y teatro. En 1964 tuvo una breve aparición en La Cigarra no es un bicho, con Amelia Bence y en 1965 La Pérgola de las Flores, donde se destacó. Su único protagónico lo realizó junto a Fernando Siro en Esta noche mejor no.
En televisión participó de ciclos como Casos y cosas de la casa, Cuatro Mujeres para Adán, El Exterminador, Mañana puedo morir, Que Mundo de Juguete, Paloma a domicilio, Pobre Diabla, Julián de Madrugada, Las 24 Horas, Coraje, Mamá, Me niego a perderte, etc. y en teatro en obras como La Pérgola de las Flores, Ante la puerta, Doña Disparate y Bambuco, Tiempo de Federica, el unipersonal Viva, etc. En 1974 realizó su última intervención cinematográfica en La Mary, con Susana Giménez y Carlos Monzón. Realizó sus últimos trabajos en el medio televisivo, después se retiró por problemas de salud.
Luego de 21 años de retiro, falleció a los 75 años de una larga enfermedad el 11 de agosto de 2006 en Buenos Aires. Estuvo en pareja con el guionista Abel Santa Cruz y casada con Carlos Alberto 'Coco' Fra.
Sus restos fueron inhumados en el Panteón de Actores del Cementerio de la Chacarita.

## Filmografía
- La Mary (1974)
- Operación San Antonio (1968)
- Matrimonio a la argentina (1968)
- Necesito una Madre (1966)
- La Pérgola de las Flores (1965) (1º Premio a la mejor película argentina de 1965)
- Fiebre de Primavera (1965)
- Esta noche mejor no (1965)
- El Fin del Mundo (1963)
- La cigarra no es un bicho (1963)
- Detrás de la mentira (1962)
- Dr. Cándido Pérez, Señoras (1962)
- La morocha (1958)
- La muerte flota en el río (1956)
- Después del Silencio (1956)
- Historia de una soga (1956)
- El Amor nunca muere (1955)
- El Hombre que debía una muerte (1955)
- Mujeres casadas (1954)
- La Edad del Amor (1954)
- La Mejor del Colegio (1953)

## Enlaces
- La Pérgola de las Flores (1º Premio a la mejor película argentina de 1965)